# La Valcueva
La Valcueva es una localidad española, perteneciente al municipio de Matallana de Torío, en la provincia de León y la comarca de la Montaña Central, en la comunidad autónoma de Castilla y León. Formada por La Valcueva y Palazuelo de la Valcueva.
Situado sobre el arroyo de Robles y arroyo de la Carmonda, afluentes del río Torío.
Los terrenos de La Valcueva limitan con los de Rodillazo al norte, Correcillas al noreste, Aviados, Campohermoso y La Vecilla al este, La Cándana de Curueño, Sopeña de Curueño y Pardesivil al sureste, Pedrún de Torío al sur, Pardavé al suroeste, Robles de la Valcueva y Orzonaga al oeste y Matallana de Torío y Villalfeide al noroeste.
Perteneció al antiguo Concejo de Vegacervera.